# Citharexylum mucronatum
Citharexylum mucronatum là một loài thực vật có hoa trong họ Cỏ roi ngựa. Loài này được P.Fourn. & Moldenke mô tả khoa học đầu tiên năm 1934.